# Ptisana salicina
Ptisana salicina, o helecho rey, es una especie de helecho nativo de Australia, Nueva Zelanda y el Pacífico Sur. Grande y robusto con un distintivo aspecto tropical, tiene hojas de hasta 5 metros de altura que surgen de una base de almidón que era un alimento tradicional para los Maoríes. Tiene varios otros nombres comunes incluyendo párr, tawhiti-para, y helecho herradura.

## Distribución
El helecho rey es autóctono de la Isla Norfolk (localidad tipo), Nueva Zelanda, Nueva Caledonia, Islas Cook, Islas Australes, Islas de la Sociedad y las islas Marquesas. En Nueva Zelanda se encuentra en las zonas de tierras bajas en el mitad noroeste de la Isla del Norte(desde Wanganui hacia el norte).Es más abundante en el oeste de Waikato, donde prefiere la piedra caliza y suelos ricos. A menudo crece en Nueva Zelanda en asociación con Elatostema rugosum y Ripogonum scandens.

## Amenazas
El helecho rey está en declive en Nueva Zelanda, seriamente amenazado por los animales domésticos, ganado, cerdos salvajes y cabras. Individuos de gran tamaño ya no existen, excepto en las áreas donde ha habido un control riguroso de los animales, o en lugares de difícil acceso. Otra grave amenaza proviene de los coleccionistas de ejemplares que han acabado con varias de los grandes poblaciones en el distrito de Kawhia.

## Descripción
La hojas miden entre 1 a 3 metros de largo y hasta 2 metros de ancho.Los especímenes de edad adecuada puede producir esporas en cualquier momento del año.

## Propagación

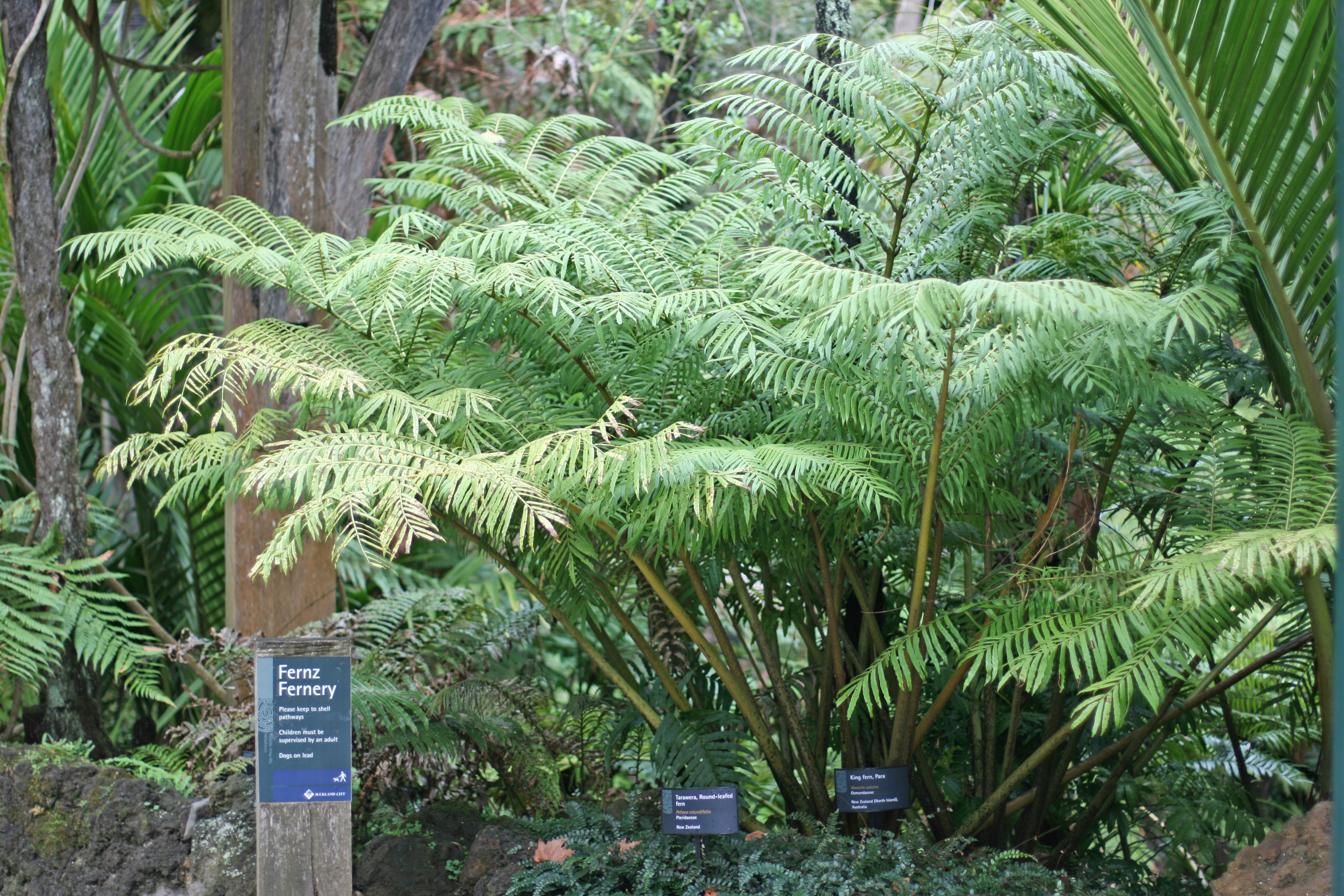
Helecho rey, Auckland Domain

La propagación es difícil. El helecho rey puede ser cultivado a partir de esporas, pero su proceso es muy lento. A veces es ofrecido para la venta, en viveros especializados en plantas nativas.